# Fly on the Wall
Fly on the Wall je album australské hard rockové kapely AC/DC vydané v roce 1985. Album je kritikou i fanoušky považováno za jedno z nejhorších, které AC/DC nahráli. V britském žebříčku se i přesto umístilo na 7. místě, ve Spojených státech však až na 32. místě.

## Seznam skladeb
1. "Fly on the Wall" – 3:43
2. "Shake Your Foundations" – 4:10
3. "First Blood" – 3:40
4. "Danger" – 4:22
5. "Sink the Pink" – 4:14
6. "Playing With Girls" – 3:44
7. "Stand Up" – 3:53
8. "Hell or High Water" – 4:31
9. "Back in Business" – 4:22
10. "Send for the Man" – 3:26

- Autory jsou Angus Young, Malcolm Young a Brian Johnson.

## Obsazení
- Brian Johnson – zpěv
- Angus Young – kytara
- Malcolm Young – kytara, doprovodný zpěv
- Cliff Williams – baskytara, doprovodný zpěv
- Simon Wright – bicí